# Saint-Servais (Côtes-d'Armor)
 Saint-Servais  (en bretón Sant-Servez-Kallag) es una población y comuna francesa, en la región de Bretaña, departamento de Côtes-d'Armor, en el distrito de Guingamp y cantón de Callac.
Se creó en 1869, junto con Saint-Nicodème, a partir de Duault.

## Demografía
| ...                       | ... | ... | ... | ... | ... | ... | ... | ... | ... | ... | ... | 1 307 | 1 377 | 1 374 | 1 405 | 1 318 | 1 337 | 1 362 | 1 362 | 1 327 | 1 330 | 1 215 | 1 240 | 1 168 | 1 006 | 906 | 801 | 657 | 575 | 481 | 436 | 390 | 404 | 406 |
| (Fuente: INSEE y Cassini) |     |     |     |     |     |     |     |     |     |     |     |       |       |       |       |       |       |       |       |       |       |       |       |       |       |     |     |     |     |     |     |     |     |     |